# Cadillac Ranch
Il Cadillac Ranch è una scultura monumentale esposta all'aperto ad Amarillo, in Texas. Progettata nel 1974 da Chip Lord, Hudson Marquez e Doug Michelsdal, essa si compone di un allineamento di dieci auto rottamate di marca Cadillac, messe in modo da dare l'impressione di essere piantate nel terreno. Questo monumento è anche titolo di una canzone di Bruce Springsteen dell'album The River.

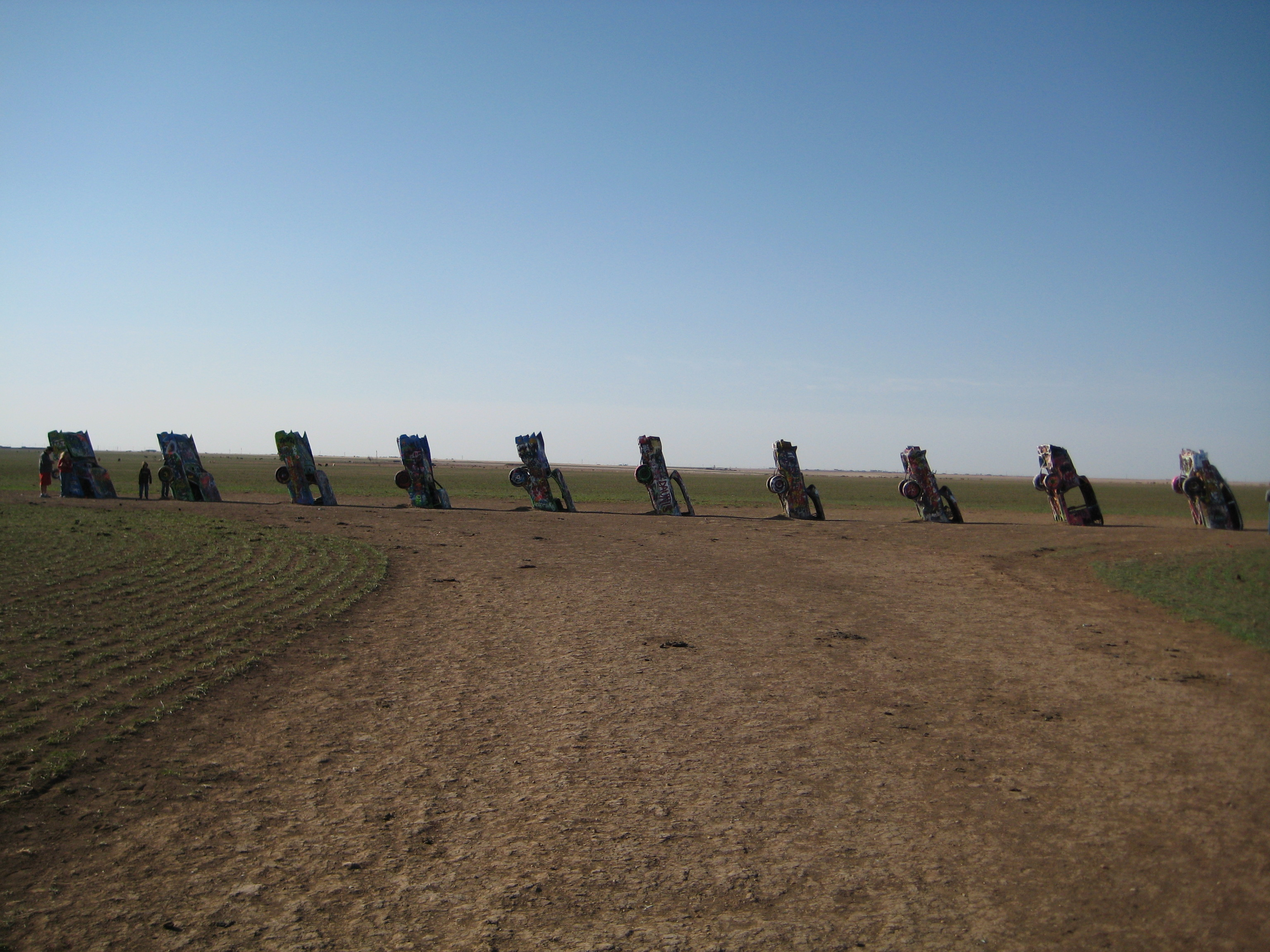
Cadillac Ranch

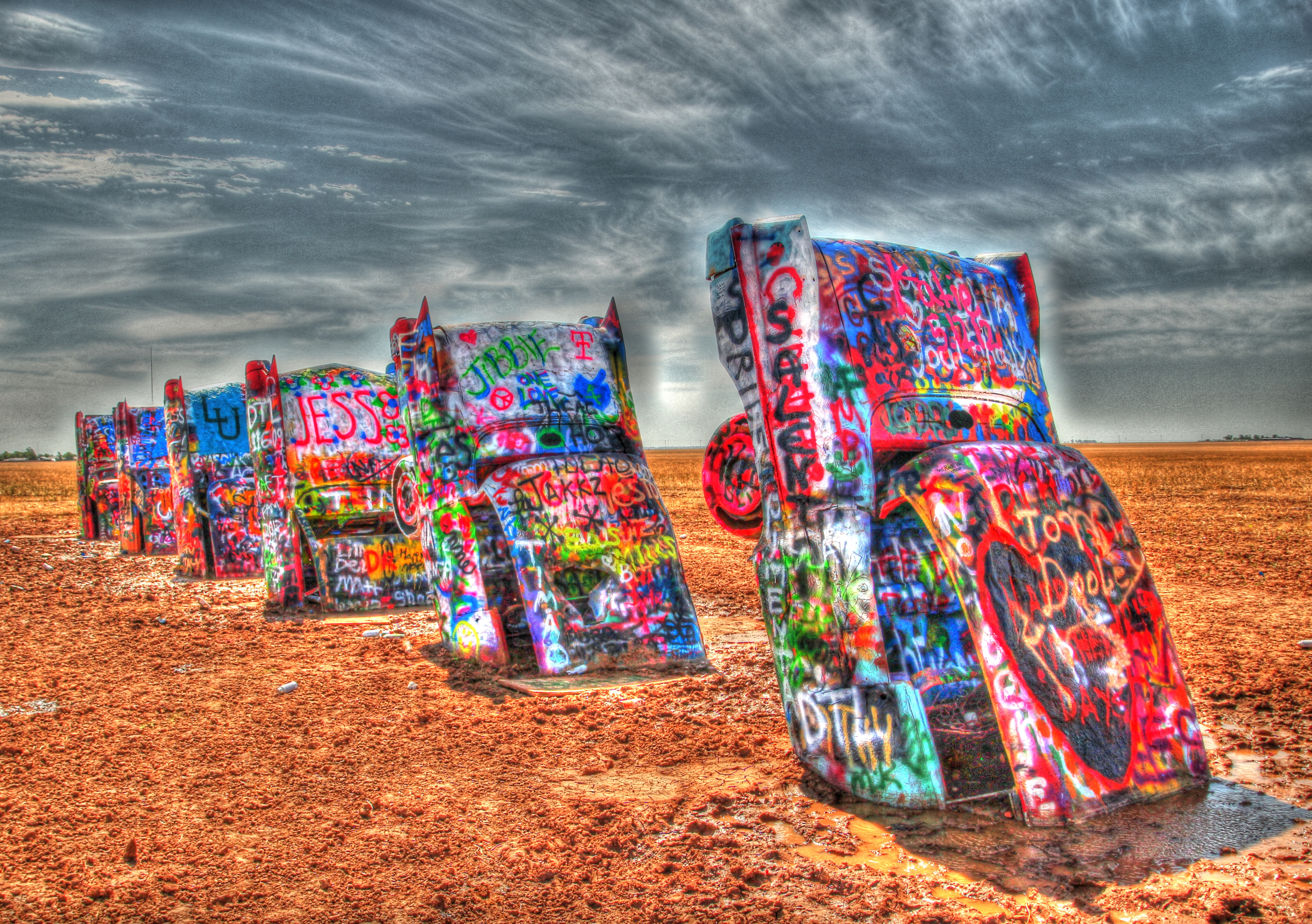
Vista delle Cadillac

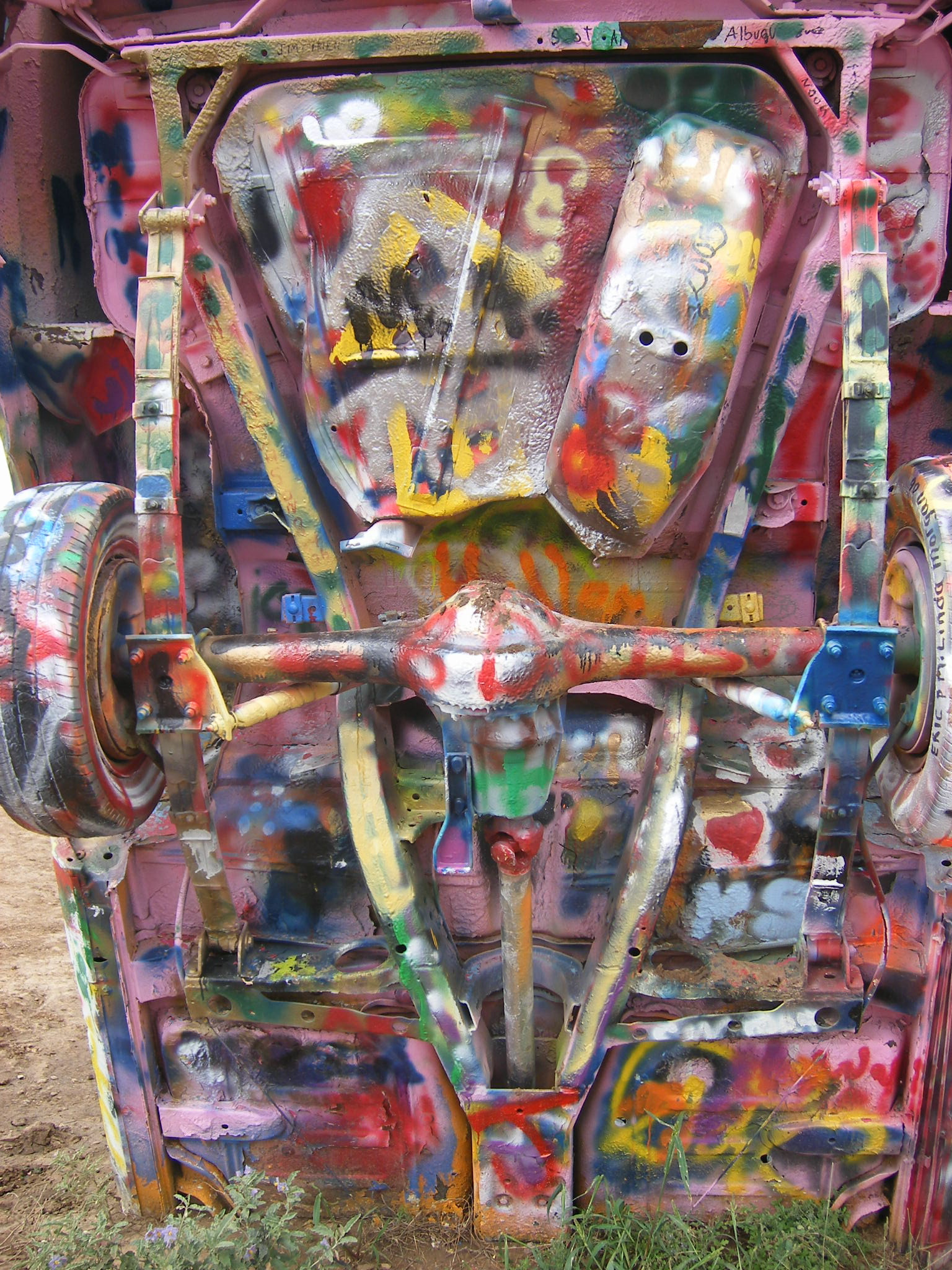
Parte inferiore di una Cadillac